# Хоспио
Хоспио (груз. ხოსპიო, арм. Խոսպիա) — село в Грузии, на территории Ахалкалакского муниципалитета края (мхаре) Самцхе-Джавахети.

## География
Село находится в южной части Грузии, в пределах Ахалкалакского плоскогорья, на берегах реки Паравани, на расстоянии приблизительно 2 километров (по прямой) к югу от города Ахалкалаки, административного центра муниципалитета. Абсолютная высота — 1713 метров над уровнем моря.

## Население
По результатам официальной переписи населения 2014 года, в Хоспио проживало 385 человек (186 мужчин и 199 женщин). В национальной структуре населения грузины составляли 47,3 %, армяне — 45,4 %, греки — 6,8 %, русские — 0,5 %.
| Год  | Население, человек |
| ---- | ------------------ |
| 2002 | 471                |
| 2014 | ↘ 385              |